# 窈頸龍屬
窈頸龍屬（學名：Zarafasaura）是蛇頸龍亞目薄板龍科的一屬，化石發現於摩洛哥的白堊紀地層。

## 命名
在2011年，一群古生物學家將這些化石進行敘述、命名，模式種是海女窈頸龍（Z. oceanis）。屬名裡的zarafa在阿拉伯文意為「長頸鹿」，saurus在古希臘文意為「蜥蜴」。种名含义是海的女儿。

## 體徵
窈頸龍的正模標本（OCP-DEK/GE 315）是一個關節連接的不完整頭顱骨與下頜，上下側遭到擠壓破碎。副模標本（編號OCP-DEK/GE 456）則是一個完整的下頜。化石發現於摩洛哥，地質年代屬於白堊紀晚期的馬斯垂克階末期。